# Манокотак (Аляска)
Манокотак (англ. Manokotak) — місто (англ. city) в США, в окрузі Діллінгем штату Аляска. Населення — 488 осіб (2020).

## Географія
Манокотак розташований за координатами 59°0′14″ пн. ш. 158°59′43″ зх. д. / 59.00389° пн. ш. 158.99528° зх. д. (59.003785, -158.995236).  За даними Бюро перепису населення США в 2010 році місто мало площу 96,20 км², з яких 92,56 км² — суходіл та 3,64 км² — водойми.

## Демографія
Згідно з переписом 2010 року, у місті мешкали 442 особи в 121 домогосподарстві у складі 90 родин. Густота населення становила 5 осіб/км².  Було 138 помешкань (1/км²).
Расовий склад населення:
| - 95,7 % — корінних американців - 3,6 % — білих |

До двох чи більше рас належало 0,5 %. Частка іспаномовних становила 0,2 % від усіх жителів.
За віковим діапазоном населення розподілялося таким чином: 32,8 % — особи молодші 18 років, 58,2 % — особи у віці 18—64 років, 9,0 % — особи у віці 65 років та старші. Медіана віку мешканця становила 26,4 року. На 100 осіб жіночої статі у місті припадало 108,5 чоловіків;  на 100 жінок у віці від 18 років та старших — 112,1 чоловіків також старших 18 років.
Середній дохід на одне домашнє господарство  становив 47 831 долар США (медіана — 36 667), а середній дохід на одну сім'ю — 53 637 доларів (медіана — 41 500). За межею бідності перебувало 17,4 % осіб, у тому числі 25,0 % дітей у віці до 18 років та 6,8 % осіб у віці 65 років та старших.
Цивільне працевлаштоване населення становило 255 осіб. Основні галузі зайнятості: освіта, охорона здоров'я та соціальна допомога — 43,1 %, виробництво — 15,7 %, публічна адміністрація — 12,9 %.